# Alluaudia (kevers)
Alluaudia is een kevergeslacht uit de familie van de boktorren (Cerambycidae). De wetenschappelijke naam van het geslacht werd voor het eerst geldig gepubliceerd in 1893 door Lameere.

## Soorten
Alluaudia is monotypisch en omvat slechts de volgende soort:
- Alluaudia insignis Lameere, 1893